# Dirty Bass
Dirty Bass – czwarty album studyjny amerykańskiej grupy hip-hopowej Far East Movement, wydany przez Cherrytree i Interscope.
Pomimo iż dwa single osiągnęły wielki sukces komercyjny, album został chłodno przyjęty.

## Lista utworów
1. "Dirty Bass" (feat. Tyga) - 3:29
2. "Live My Life" (feat. Justin Bieber) - 3:57
3. "Where the Wild Things Are" (feat. Crystal Kay) - 3:42
4. "Turn Up the Love" (feat. Cover Drive) - 3:16
5. "Flossy" (feat. My Name is Kay) - 3:33
6. "If I Die Tomorrow" (feat. Bill Kaulitz) - 4:07
7. "Ain't Coming Down" (feat. Sidney Samson & Matthew Koma) - 3:34
8. "Candy" (feat. Pitbull) - 3:58
9. "Fly with U" (feat. Cassie) - 3:30
10. "Show Me Love" (feat. Alvaro) - 3:51
11. "Live My Life" (Party Rock Remix) (feat. Justin Bieber & Redfoo) - 4:16
12. "Little Bird" - 3:08

Deluxe Edition
1. "Basshead" (feat. YG) - 3:48
2. "Lights Out (Go Crazy)" (Junior Caldera feat. Natalia Kills & Far East Movement) - 3:10
3. "Like a G6" (feat. The Cataracs & Dev) - 3:38
4. "Rocketeer" (feat. Ryan Tedder) - 3:31